# Дуглас, Гордон
Гордон Дуглас (англ. Gordon Douglas, имя при рождении — Gordon Douglas Brickner) (15 декабря 1907 года — 29 сентября 1993 года) — американский кинорежиссёр, работавший в различных жанрах на протяжении 1930-70-х годов.
За свою карьеру Дуглас поставил почти 100 полнометражных и короткометражных художественных фильмов, в том числе пять полнометражных фильмов только в 1950 году и 4 — в 1951 году. «Во многих смыслах Дуглас представляется как идеальный человек для любой киностудии, он всегда готов взяться за любое поручение и способен внести сбалансированность и убедительность даже в самые слабые проекты». Как он однажды заметил: «Мне надо кормить большую семью, и потому очень редко я имею дело с историями, которые меня действительно интересуют».
«Хотя у него была своя доля проходных и слабых фильмов, и временами он выражал неудовлетворённость своей карьерой (однажды он сказал: „Не пытайтесь смотреть фильмы, которые я поставил; это отвадит вас от кино навсегда“), тем не менее он создал некоторые из самых любимых фильмов 1950-х и 1960-х годов».
К числу лучших фильмов Дугласа относятся гангстерский нуар «Распрощайся с завтрашним днём» (1950) с Джеймсом Кэгни, вестерн «Только отважные» (1951) с Грегори Пеком и фантастический фильм «Они!» (1954) с гигантскими муравьями". Наиболее известными работами режиссёра стали также нуаровая мелодрама «Я был коммунистом для ФБР» (1951), драма «Налей ещё» (1951), вестерны «Форд Доббс» (1958), «Йеллоустоун Келли» (1959) и «Рио Кончос» (1964).

## Биография

### Ранние годы
Гордон Дуглас родился 15 декабря 1907 года в Нью-Йорке. Он начал кинокарьеру в 1920-е годы как актёр-ребёнок, сыграв небольшие роли в нескольких фильмах на восточном побережье. В 1930 году Дуглас переехал в Голливуд, где начал работать как автор комедий у продюсера и режиссёра Хэла Роуча. В том же году он начал играть эпизодические роли в короткометражных подростковых комедиях цикла «Наша банда» (позднее цикл был переименован в «Пострелята»). Всего в 1930-32 годах Дуглас сыграл небольшие роли не менее чем в 10 фильмах этого цикла.

### Работа на Студии Хэла Роуча: 1934—1942
В 1934 году Дуглас работал ассистентом режиссёра на комедии «Марш деревянных солдатиков» (1934) с участием дуэта Лорел и Харди, а в 1934-36 годах — на фильмах цикла «Пострелята». В 1935 году Дуглас дебютировал как режиссёр, поставив свой первый 20-минутный фильм цикла «Пострелята». В 1936 году цикл «Пострелята» перешёл от 20-минутного на 10-минутный формат. Первый же фильм в новом формате «Уставший от образования» (1936), режиссёром которого был Дуглас, завоевал в 1936 году премию Оскар как лучший короткометражный игровой фильм. Всего в 1934-38 годах Дуглас поставил 30 короткометражных фильмов серии «Пострелята», многие из которых стали лучшими в 22-летней истории этого цикла. Кроме того, в 1936 году Дуглас вместе с Фредом Ньюмейером стал постановщиком единственного полнометражного фильма этого цикла — «Генерал Спанки».
В 1938 году Роуч продал права на производство цикла «Пострелята» студии «Метро-Голдвин-Майер». Там Дуглас успел поставить два фильма, однако затем отказался от дальнейшего сотрудничества.
В 1939 году Дуглас вернулся к Хэлу Роучу, где стал снимать полнометражное кино: сначала он снял комедию «Зенобия» (1939) с участием Оливера Харди и Харри Лэнгдона, а затем комедию «Круиз» (1940) с классическим комическим дуэтом Лорел и Харди.
Последним фильмом Дугласа для Роуча стал короткометражный антинацистский сатирический фильм «Дьявол и Гитлер» (1942). Дуглас был готов продолжать сотрудничество с Роучем, однако в 1942 году тот передал свою студию в аренду армии США для производства военных обучающих фильмов.

### Карьера на студиях РКО и «Коламбиа пикчерс»: 1942—1950
В 1942 году Дуглас перешёл от Роуча на студию РКО, где вплоть до 1947 года поставил около десятка фильмов, по большей части это были фильмы сериалов
. Так, в 1942-44 годах он поставил четыре часовых фильма популярного ситкома «Великий Гилдерслив» (1942-44).
В 1944 году Дуглас снял фильм из цикла по детектива-любителя по имени Сокол — «Сокол в Голливуде», главную роль в котором исполнил Том Конуэй. В том же году он поставил криминальную мелодраму «Ночь приключений» (1944), вновь с Конуэем в главной роли. В 1946 году Дуглас выступил режиссёром фильма из цикла про частного детектива Дик Трейси — «Дик Трейси против Биллиардного шара». Следующий фильм — «Сан-Квентин» (1946) — стал стандартным криминальным экшн-триллером, в котором главный герой в исполнении Лоренса Тирни ведёт ловлю заключённого, сбежавшего из этой знаменитой тюрьмы.
В 1948 году Дуглас перешёл с РКО на «Коламбиа пикчерс», где поставил подряд три фильма: нуаровый шпионский триллер «Идти преступным путём» о борьбе разведок за ядерные секреты, приключенческую драму «Чёрная стрела», действие которой происходит в Англии в эпоху борьбы Алой и Белой роз, а также музыкальную комедию «Если бы ты знал Сюзи». В 1949 году Дуглас снял вестерн «Дулинсы из Оклахомы» и криминальную мелодраму «Несерьёзный противник» с Гленном Фордом в главной роли.
В 1950 году Дуглас поставил для студии «Коламбиа» вестерн «Невадец» с Рандольфом Скоттом, два приключенческих экшна («Капитан Блад» и «Месть Робин Гуда») и фильм нуар «Между полночью и рассветом», роли детективов в котором исполнили Марк Стивенс и Эдмонд О’Брайен.
Фильм нуар «Распрощайся с завтрашним днём» «был одним из пяти фильмов Дугласа, выпущенных в 1950 году. Для постановки этого фильма братья Кэгни арендовали Дугласа у студии „Коламбиа“, которая в то время сплошным потоком гнала жанровые картины». Фильм рассказывал историю бежавшего из тюрьмы улыбчивого, но безжалостного и беспринципного бандита (Джеймс Кэгни), который с помощью убийств, грабежей, шантажа и обмана, прокладывает себе путь к криминальному господству в городе. Персонаж, которого исполнил Кэгни, во многом напоминает его героев из таких гангстерских фильмов, как «Ангелы с грязными лицами» (1938), «Ревущие двадцатые» (1939) и «Белое каление» (1949).
«Братьям Кэгни фильм понравился, и они немедленно поставили Дугласа на второй фильм, стилизованный вестерн „Только отважные“» с Грегори Пеком в главной роли.
В 1951 году студия «Парамаунт» выпустила ещё один вестерн Дугласа — «Великий рейд по Миссури» о знаменитом преступнике Джесси Джеймсе.

### Карьера на студии «Уорнер бразерс»: 1950—1962
С 1950 года Дуглас «стал работать на студии „Уорнер бразерс“, где провёл 15 лет, и именно в эти годы он добился своего наивысшего успеха».
За достаточно успешной антиалкогольной драмой «Налей ещё» (1951) с Джеймсом Кэгни в главной роли последовал знаменательный нуаровый триллер эпохи Холодной войны с откровенно пропагандистски-политическим содержанием «Я был коммунистом для ФБР» (1951), который рассказывал о внедрении правительственного агента в подпольную коммунистическую ячейку на территории США.
В 1952 году последовала историческая биографическая драма о герое Техасской революции 1835-36 годов Джеймсе Боуи под названием «Железная госпожа» (1952), главные роли в которой исполнили Алан Лэдд и Вирджиния Мейо.
В 1953 году Дуглас поставил 3D-вестерн «Атака у реки Фезер», «в котором стрелы и копья летели прямо в зал». Это был один из первых фильмов, в котором использовался звуковой эффект «Крик Вильгельма», названный так по имени персонажа фильма, рядового Вильгельма, который издаёт характерный крик после ранения стрелой из лука.
В 1954 году Дуглас начал сотрудничество с популярным певцом и актёром Фрэнком Синатрой, сняв его и популярную певицу Дорис Дэй в музыкальной мелодраме «Это молодое сердце». Фильм во многом способствовал популяризации образа Синатры как романтического одиночки, в стильной шляпе, с рюмкой и сигаретой, который наигрывает мелодию на фортепиано.
В 1954 году вышел один из лучших фильмов Дугласа, «классика научной фантастики 1950-х годов» «Они!», в котором под воздействием ядерных испытаний в штате Нью-Мексико муравьи мутировали в гигантских, пожирающих людей существ, угрожающих всему человечеству. Это был один из первых фильмов про «ядерных монстров» и про «гигантских насекомых», который и сегодня смотрится как захватывающий триллер с очень умным сценарием, а по сравнению с другими фильмами своего времени гигантские муравьи производили просто шокирующее впечатление. Картина получила высокую оценку критики и имела большой успех в прокате. Фильм был номинирован на Оскар за лучшие спецэффекты.
В 1955-57 годах Дуглас трижды снимал звезду нуара 1940-х годов Алана Лэдда, когда карьера того уже пошла на спад. В биографической драме «История МакКоннелла» (1955) Лэдд сыграл лётчика-героя Корейской войны, затем последовал приключенческий фильм «Сантьяго» (1956), действие которого происходит на Кубе во время Войны с Испанией за независимость 1895-98 годов, и вестерн «Большая земля» (1957).
В 1958-61 годах последовали три низкобюджетных вестерна с Клинтом Уокером — «Форт Доббс» (1958), «Йеллоустоун Келли» (1959) и «Золото семи святых» (1961), «которые сравнивали с минималистскими вестернами Бадда Беттикера».
В этот период Дуглас также выпустил ремейк в жанре вестерн популярного фильма нуар «Поцелуй смерти» (1947) под названием «Злодей, который шёл на Запад» (1958), а также «Поднять перископ» (1959), военную драму про подводников с Джеймсом Гарнером в главной роли. Одной из последних работ Дугласа для «Уорнер» стала мелодрама «Грехи Рэйчел Кейд» (1961), действие которой происходит в бельгийском Конго во время Второй мировой войны, главные роли в картине сыграли Энджи Дикинсон, Питер Финч и Роджер Мур.

### Фильмы на других студиях:1962-1972
В 1962 году Дуглас снял на независимой студии «Мириш» музыкальную комедию «Следуй за мечтой» (1962) с участием Элвиса Пресли, который с большим успехом прошёл в прокате. Также на независимой студии Дуглас поставил приключенческую комедию «Зови меня Бвана» (1963) с Бобом Хоупом и Анитой Экберг. В этом фильме конкурирующие разведки ищут в песках Африки возвратившуюся с Луны капсулу с ценной информацией. Также на независимой компании была сделана музыкально-криминальная комедия с Фрэнком Синатрой «Робин и 7 гангстеров» (1964), действие которой происходит в Чикаго 1930-х годов.
На студии «Двадцатый век Фокс» Дуглас поставил исторический экшн-триллер «Рио Кончос» (1964), в котором два армейских офицера в районе мексиканской границы ведут борьбу с незаконными поставками ружей воинственным племенам апачей. Последним удачным вестерном Дугласа был «Чака», вышедший на экраны в 1967 году.
В 1965 году Дуглас поставил два фильма с участием Кэрролл Бейкер — биопик «Харлоу» о кинозвезде 1930-х годов Джин Харлоу, который был негативно оценен критиками, но принёс хорошую прибыль, а также довольно удачную криминально-психологическую драму «Сильвия», в которой частный детектив расследует тёмное прошлое внешне благопристойной и очаровательной героини.
В 1967-68 годах Дуглас снял Фрэнка Синатру в трёх нео-нуаровых детективах — «Тони Роум» (1967), «Детектив» (1968) и «Леди в цементе» (1968). «Детектив» (1968) стал «одним из самых успешных фильмов Дугласа и одним из лучших фильмов Фрэнка Синатры». Это «жёсткая, неприукрашенная и спорная (для своего времени) криминальная драма о копе из отдела убийств, расследующем дело, в котором замешана группа богатых и влиятельных гомосексуалистов».
В конце карьеры Дуглас снял сиквелы двух популярных фильмов. Криминальная комедия о супершпионе «Двойник Флинта» (1967) с участием Джеймса Коберна была продолжением фильма «Наш человек Флинт» (1966), а нео-нуаровый детектив «Меня зовут Мистер Тиббс!» (1970) с участием Сидни Пуатье был своеобразным продолжением успешной картины «Полуночная жара» (1967).
Свой последний фильм Дуглас снял в 1977 году, после чего ушёл из кино.

### Смерть
Гордон Дуглас умер от рака 29 сентября 1993 года в Лос-Анджелесе, в возрасте 85 лет.

## Избранная фильмография
- 1939 — Зенобия / Zenobia
- 1940 — Круиз / Saps at Sea
- 1944 — Сокол в Голливуде / The Falcon in Hollywood
- 1944 — Ночь приключения / A Night of Adventure
- 1946 — Дик Трейси против Биллиардного шара / Dick Tracy vs. Cueball
- 1946 — Сан-Квентин / San Quentin
- 1948 — Идти преступным путём / Walk a Crooked Mile
- 1948 — Чёрная стрела / The Black Arrow
- 1948 — Если бы ты знал Сюзи / If You Knew Susie
- 1949 — Дулинсы из Оклахомы / The Doolins of Oklahoma
- 1949 — Мистер Простак / Mr. Soft Touch
- 1950 — Между полночью и рассветом / Between Midnight and Dawn
- 1950 — Месть Робин Гуда / Rogues of Sherwood Forest
- 1950 — Капитан Блад / Fortunes of Captain Blood
- 1950 — Распрощайся с завтрашним днём / Kiss Tomorrow Goodbye
- 1950 — Невадец / The Nevadan
- 1951 — Только отважные / Only the Valiant
- 1951 — Великий рейд по Миссури / The Great Missouri Raid
- 1951 — Налей ещё / Come Fill the Cup
- 1951 — Я был коммунистом для ФБР / I Was a Communist for the FBI
- 1952 — Железная госпожа / The Iron Mistress
- 1952 — Мара Мару / Mara Maru
- 1953 — Атака на реке Фэзер / The Charger at Feather River
- 1954 — Это молодое сердце / Young at Heart
- 1954 — Они! / Them!
- 1955 — История МакКоннелла / The McConnell Story
- 1956 — Сантьяго / Santiago
- 1957 — Большая земля / The Big Land
- 1958 — Форт Доббс / Fort Dobbs
- 1958 — Злодей, который шёл на запад / The Fiend Who Walked the West
- 1959 — Поднять перископ / Up Periscope
- 1959 — Йеллоустоун Келли / Yellowstone Kelly
- 1961 — Золото семи святых / Gold of the Seven Saints
- 1961 — Грехи Рэйчел Кейд / The Sins of Rachel Cade
- 1962 — Следуй за мечтой / Follow That Dream
- 1963 — Зови меня Бвана / Call Me Bwana
- 1964 — Рио Кончос / Rio Conchos
- 1964 — Робин и 7 гангстеров / Robin and the 7 Hoods
- 1965 — Сильвия / Sylvia
- 1965 — Харлоу / Harlow
- 1967 — Тони Роум / Tony Rome
- 1967 — Двойник Флинта / In Like Flint
- 1967 — Чака / Chuka
- 1968 — Детектив / The Detective
- 1968 — Девушка в цементе / Lady in Cement
- 1970 — Меня зовут Мистер Тиббс! / They Call Me Mister Tibbs!